# Fifth Monarchy Men

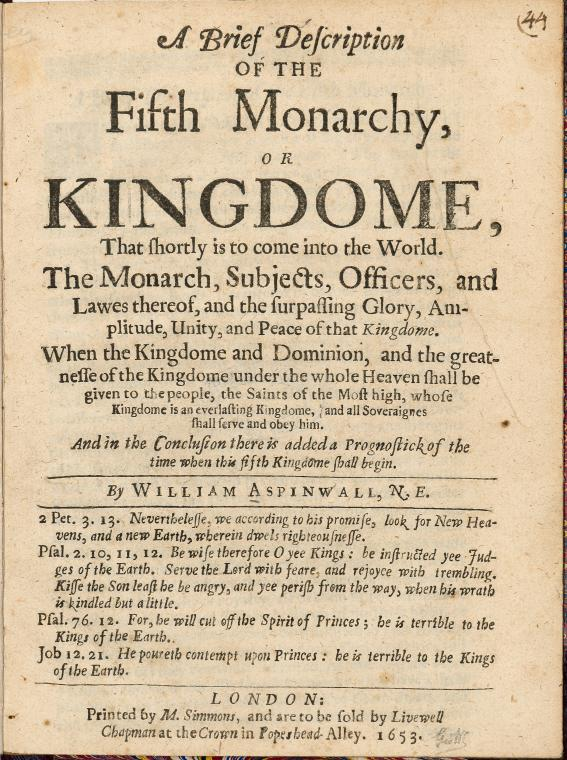
Titelseite einer programmatischen Schrift der Fifth Monarchy Men (London 1653)

Die Fifth Monarchy Men („Männer des fünften Königreichs“) waren eine politisch-religiöse Gruppierung in England zur Zeit der Republik von 1649 bis 1660.
Die Gruppe erwuchs aus dem dissentierenden Puritanismus und teilte dessen Biblizismus. Den Traum des Königs Nebukadnezar im Buch Daniel, der bereits beim altkirchlichen Millenarismus und bei den mittelalterlichen Joachimiten eine Rolle gespielt hatte (insbesondere Dan 2,44 ), bezogen die Fifth Monarchy Men auf ihre Gegenwart. Demnach war mit dem Ende der englischen Monarchie – Hinrichtung Karls I. am 30. Januar 1649 – der Zeitpunkt für die Aufrichtung einer „Herrschaft der Heiligen“ (rule of the saints) zur Vorbereitung der Wiederkunft Christi und seiner tausendjährigen Friedensherrschaft gekommen – nach den vier antiken Reichen das fünfte und bis zum Ende der Zeit fortbestehende Weltreich (fifth monarchy). Dabei brachte die Gruppe das bevorstehende Jahr 1666 mit der apokalyptischen Zahl in Verbindung.
Die Fifth Monarchy Men unterstützten Oliver Cromwell und nahmen am Parlament von 1653 (Parlament der Heiligen) teil, gingen aber in Opposition, als Cromwell Titel und Vollmacht eines Lordprotektors annahm. Ihre offene Rebellion führte zur Verhaftung und Hinrichtung vieler Mitstreiter, vor allem ihres Führers Thomas Harrison im Jahr 1660. Sein Nachfolger Thomas Venner, der bereits 1657 mit einem Attentat auf Cromwell gescheitert war, organisierte nach der Wiederherstellung der Monarchie unter Karl II. mit Veteranen der New Model Army einen Putsch, den die königliche Armee rasch niederschlug, und wurde im Januar 1661 mit anderen Aufständischen hingerichtet. Das bedeutete das Ende der Bewegung.